# Fujiwara no Kanemasa
Fujiwara no Kanemasa (藤原兼雅, [[[1148]] -1200] Erro: {{japonês}}: texto da transliteração contém caractere não latino (pos 18) (ajuda), também conhecido como Go Kasannoin no Sadaijin) foi um nobre do final do período Heian e início do período Kamakura da história do Japão.

## Vida
Kanemasa foi filho de Fujiwara no Tadamasa, bisneto do Udaijin Fujiwara no Ietada (meio irmão de Fujiwara no Moromichi). Pertencia ao ramo Kasannoin, um sub-ramo do ramo Hokke do Clã Fujiwara.

## Carreira
Kanemasa  serviu os seguintes imperadores: Konoe (1151 - 1155), Go-Shirakawa (1155 - 1158), Nijō (1158 - 1165),  Rokujo (1165 - 1168), Takakura (1168 - 1180), Antoku (1180 - 1185) e Go-Toba (1183 - 1198).
Kanemasa passa a servir a corte em 1151 durante o reinado do Imperador Konoe. 
Com a morte do Imperador aposentado Toba em 20 de julho de 1156, iniciou-se uma luta para ver quem ficava com o Trono do Crisântemo, no episódio que ficou conhecido como Rebelião Hōgen.
Anteriormente em 1142 Toba forçara  sue filho, o Sutoku a abdicar em favor de seu irmão Konoe  que tinha então apenas dois anos. Sutoku nutria a expectativa de que seu filho iria suceder Konoe, Mas quando Konoe falece em 23 de agosto de 1155 Toba pressiona para que seu quarto filho, o Príncipe Imperial Masahito fosse o proclamado Imperador Go-Shirakawa.
As forças de Go-Shirakawa derrotaram as forças de Sutoku que foi banido para Província de Sanuki em Shikoku. Com a vitória de Go-Shirakawa, Kanemasa que o apoiara é transferido para o Kurōdodokoro. 
Em 24 de janeiro de 1157 Kanemasa assume o cargo de Shōshō (Sub-comandante) da ala direita do Konoefu (Guarda do Palácio) e concomitantemente em 27 de janeiro de 1158 passa a ser Bitchū Gonsuke (governador provisório da Província de Bitchū). 
Com a situação sob controle Go-Shirakawa pode abdicar continuando a exercer seus poderes imperiais sem restrições, tornou-se o novo imperador aposentado em 1158, e continuou a exercer seu poder durante os reinados de cinco imperadores: Imperador Nijo , Imperador Rokujo , Imperador Takakura , Imperador Antoku e Imperador Go-Toba. Sua influência só cessou com a sua morte em 1192.
Em 1160, no reinado do Imperador Nijo, Kanemasa continua recebendo favores de Go-Shirakawa e é nomeado Nakamiya Gonsuke (assistente da Imperatriz Yoshiko) e concomitantemente em 15 de setembro de 1161 assume o cargo de Shōshō da ala esquerda do Konoefu. Em 23 de janeiro de 1165 é nomeado Kurōdonotō (Supervisor do Kurōdodokoro).
Em 1166, no reinado do Imperador Rokujo, Kanemasa é nomeado Gonmori Tamba  (governador da Província de Tamba). 
Em 17 de fevereiro de 1168, no governo do Imperador Takakura, Kanemasa é promovido a gonchūnagon (chūnagon provisório) e em 13 de dezembro deste mesmo ano é promovido para o comando do Hyoefu (Guarda Samurai) e em 5 de janeiro de 1170 para o comando do Emonfu (Guarda das Fronteiras).
Em 8 de março de 1182, no reinado do Imperador Antoku, Kanemasa é nomeado Dainagon.
Em 10 de julho de 1188, sob o governo do Imperador Go-Toba, Kanemasa é promovido a Naidaijin e em 1190 a Udaijin cargo que ocupa até 1198 quando em 14 de novembro é promovido a Sadaijin, mas fica no cargo por pouco tempo até 22 de julho de 1199 quando adoece renuncia ao cargo e entra para o sacerdócio budista vindo a falecer em 14 de julho de 1200.